# 忍たまGO!GO!らくだいSONG
「忍たまGO!GO!らくだいSONG」（にんたまゴーゴーらくだいソング）は、乱太郎、きり丸、しんべヱが歌う『忍たま乱太郎』の楽曲。

## 収録アルバム
- 『忍たま乱太郎 オリジナル・サウンドトラック (1993)』 (1993年発売)
- 『忍たま乱太郎 忍たまファミリー大集合』(1996年発売)

## 曲の詳細
1. 忍たまGO!GO!らくだいSONG [3:06]
  - 作詞 :  谷亜ヒロコ 作曲 : 馬飼野康二
  - NHK教育アニメ『忍たま乱太郎』挿入歌